# José Restrepo Millán
José María Restrepo Millán (Bogotá, 14 de octubre de 1894-Bogotá, 18 de junio de 1955) fue un filólogo, humanista y educador colombiano. Distinguido Doctor en Filosofía y Letras, egresado de la Universidad del Rosario, Bogotá. Un colegio en la capital colombiana lleva su nombre.
Experto en lenguas indo-europeas, conocía más de 15 idiomas. Aprovechando tal conocimiento creó un código secreto el cual fue usado en la guerra contra el Perú. Fue también el traductor oficial del Ministerio de Relaciones Exteriores (1921-1938). En 1921 fundó la Agencia Colombiana de Anuncios, la cual dirigió hasta 1938.
En su ejercicio como docente fue profesor de latín en la Universidad Colegio Mayor de Nuestra Señora del Rosario (Bogotá), profesor de historia, latín y griego en el St. Francis School (Brooklyn, NY), profesor de filosofía, latín y francés en la Escuela Ricaurte (Bogotá), profesor de latín en el Gimnasio Moderno (Bogotá), profesor de latín, griego, lingüística y castellano en la Escuela Normal Superior (Bogotá), y profesor de griego y lingüística en la Pontificia Universidad Javeriana.
Analista de la educación en Colombia. Participó en la misión liderada por el Profesor Laughlin Currie con la "Propuesta para el Desarrollo de la Educación en Colombia". Diseñó las guías metodológicas para la enseñanza de historia, literatura y lenguas clásicas y modernas. Trabajó como Inspector Nacional de Educación Secundaria hasta el año de 1943, etapa durante la cual realizó viajes oficiales del Ministerio de Educación a Costa Rica, Panamá y Cuba. En el año de 1943 es nombrado rector del Externado Nacional Camilo Torres. En 1949 pasa a ser rector del Gimnasio Germán Peña.
Durante 1950 es fundador y rector del Colegio Fray Cristóbal de Torres. Y fallece en el año de 1955 en Bogotá, con Decreto de Honores No.1807 de la Presidencia de la República.

## Colegio Nacional Restrepo Millán
Es una institución bogotana que lleva el nombre del insigne educador José María Restrepo Millán. Ante el gran crecimiento de la población escolar en los barrios del sur de la ciudad, se inicia en 1959, una campaña cívica pro colegio nacional, encabezada por líderes de los barrios Quiroga, Tunjuelito y Claret.
En el gobierno del doctor Alberto Lleras Camargo, y siendo Ministro de Educación Nacional el doctor Gonzalo Ocampo Álvarez, se creó mediante decreto n.º 2440 del 4 de noviembre de 1961, el COLEGIO NACIONAL RESTREPO MILLÁN.
El colegio inició labores en abril de 1962, en el sitio donde hoy funciona el Colegio Nacional Clemencia Caicedo, contando para ello con unas casetas prefabricadas.
En 1967 se traslada al edificio, la sección masculina y se crea la sección femenina. En este sitio se establecen las dos jornadas (mañana y tarde).
En 1969 se inaugura la segunda parte del edificio y el plantel queda con una capacidad para 1.400 alumnos en cada jornada.
Mediante decreto n.º 2334 de diciembre de 1970, el Ministerio de Educación convierte los colegios Restrepo Millán y Clemencia de Caicedo (antes sección femenina del Restrepo Millán), en satélites del Externado Nacional Camilo Torres, a donde irían los alumnos de cuarto de bachillerato a concluir sus estudios secundarios.
El Ministro de Educación Nacional, doctor Luis Carlos Galán
, mediante decreto n.º 2097 de octubre de 1971, modifica el decreto n.º 2334 de 1970 y autoriza en 1972 el funcionamiento del quinto año de bachillerato; en 1973 se completa la creación del 6o. año la educación media vocacional.
El Ministerio de Educación Nacional mediante la resolución n.º 1993 del 20 de marzo de 1973, crea la jornada nocturna.
Por resolución 2727 del 9 de septiembre año de 2002 de la Alcaldía Mayor de Bogotá, D.C., el Colegio Restrepo Millán, las escuelas Isabel II de Inglaterra y el Pesebre se convierten en una sola institución, con dirección de un solo rector, con la siguiente denominación: Sede A (Restrepo Millán), Sede B (Isabel II de Inglaterra), Sede C (El Pesebre) y Sede D (Gabriela Mistral) en donde funciona el proyecto volver a la escuela (VAE).

#### Libros
- San Juan Crisóstomo. 1914.
- Horacio y su lírica ante el gusto moderno. 1937.
- Vicisitudes de las palabras. Publicación póstuma, 1956. Obtuvo el Premio de la Asociación de Escritores y artistas de Colombia en 1955.

#### Manuscritos para libros (sin publicar)
- Ensayos de crítica literaria.
- Fundamentos de lingüística.
- Manual de castellano.
- Análisis de los problemas de la educación en Colombia y sus posibles remedios.
- Traducción al latín de "Las Ruinas de Itálica" de Rodrigo Caro

#### Algunos artículos
- Escribió cientos de artículos para revistas; columnista de El Tiempo y colaborador de diarios como Crítica, El Liberal, y Sábado.
- Valor educativo del estudio de las lenguas, 1913.
- Rufino José Cuervo, símbolo de libertad gramatical, 1944.
- Musicalidad y modernidad en la poesía de Virgilio, 1944.
- Breve historia de la cultura colombiana, 1940.
- El sentido de la responsabilidad, 1953.
- El gran río Magdalena, sf.
- El liberalismo y la religión, sf.